# 부셸
부셸(Bushel, 약어: bsh. 또는 bu.)은 이전의 건조 용량 측정을 기반으로 한 영국식 및 미국식의 관례적 부피 단위이다. 올드 부셸은 2케닝(구식), 4펙 또는 8드라이 갤런에 해당하며 밀과 같은 농산물에 주로 사용되었다. 현대적인 사용법에서 부피는 명목상이며, 부셸은 각 상품에 대해 다르게 정의된 질량을 나타낸다.
"부셸"이라는 이름은 다른 측정 시스템에서 유사한 단위를 번역하는 데에도 사용된다.